# Cipher
Ichiro Takigawa (瀧川一郎, Takigawa Ichirō) (nascido em Quioto em 5 de janeiro de 1968), mais conhecido como Cipher (estilizado em maiúsculas) é um músico japonês. Ficou conhecido por ser guitarrista e principal compositor da banda D'erlanger de 1983 a 1990, reformada em 2007. O grupo foi um dos pioneiros da cena visual kei, com várias bandas posteriores citando-a como influência. Guitarristas como Inoran e Die citam particularmente Cipher como uma de suas influências.

## Carreira
Cipher foi roadie da banda japonesa de heavy metal 44Magnum até fundar a banda D'erlanger com quinze anos, em 1983. Ele escolheu seu nome artístico a partir do mangá shōjo Cipher de Minako Narita. D'erlanger conquistou a cena indie japonesa de rock com seu álbum de estreia La Vie En Rose, conseguindo um contrato com a BMG Japan logo depois. Apesar do sucesso de seu álbum seguinte Basilisk, a banda se desfez subitamente no mesmo ano. Cipher contou que acredita que ele mesmo causou a separação, por não conseguir lidar com a sobrecarga do gerenciamento de uma banda.
O guitarrista formou a banda Body em 1992 que se separou em 1994 após sua estreia em uma grande gravadora. Seguiu com o supergrupo Craze, que foi formado com ex integrantes do Zi:Kill, D'erlanger e Aion no mesmo ano. Com a saída do vocalista Tusk em 2006, o grupo se separou.
Em 2007, o D'erlanger anunciou sua reunião oficial. Seu primeiro álbum após a reunião foi Lazzaro, e eles começaram a sediar os festivais Abstinence's Door que contam com a presença de várias bandas visual kei.

## Estilo musical
Cipher utiliza guitarras Fernandes e possui modelos exclusivos da marca. O músico contou que Jimmy Hirose do 44Magnum foi seu professor e uma grande inspiração. Mencionou os artistas ocidentais Kiss, Sex Pistols, Rainbow, David Bowie, Mötley Crüe e Hanoi Rocks como influências. Também contou que enquanto escrevia La Vie en Rose, estava focado em Bauhaus e que ama esta banda.

## Legado
O guitarrista do Luna Sea, Inoran, foi influenciado por D'erlanger quando adolescente e expressou admiração particular por Cipher em várias ocasiões. Já Die, guitarrista do Dir en grey, contou que desenvolveu sua admiração pela guitarra ao ouvir La Vie En Rose e chama Cipher de seu "herói da guitarra". Kaoru, da mesma banda, também expressou admiração por Cipher: "Existem vários guitarristas diferenciados por aí, mas o Cipher está em um outro nível". Karyu, do D'espairsRay, afirmou que Cipher é o guitarrista que ele mais estima e o único.